# استان سلندین
استان سلندین (به اسپانیایی: Provincia de Celendín) یک استان در پرو است که در منطقه کاخامارکا واقع شده‌است. استان سلندین ۲٬۶۴۱٫۵۹ کیلومتر مربع مساحت و ۷۹٬۰۸۴ نفر جمعیت دارد و ۲٬۶۲۰ متر بالاتر از سطح دریا واقع شده‌است.